# Catedral d'Aquisgrà
La catedral d'Aquisgrà —Aachener Dom (alemany), Cathédrale d'Aix-la-Chapelle (francès)— és una catedral a la ciutat alemanya d'Aquisgrà, a l'oest del país i a pocs quilòmetres de la frontera amb Bèlgica i els Països Baixos. La catedral d'Aquisgrà és considerada la catedral més antiga del nord d'Europa. El seu origen es remunta a la capella Palatina construïda per l'emperador franc Carlemany a la fi del segle viii. A partir d'aquest nucli original, el temple va anar creixent i engrandint-se durant els segles posteriors fins a formar el conjunt actual, que és un conglomerat de molt diferents estils arquitectònics. La catedral d'Aquisgrà va ser un dels primers 12 llocs inclosos en la llista del Patrimoni de la Humanitat.

## Capella palatina
La capella palatina és considerada el monument principal de l'art carolingi. Va ser originalment l'església privada del palau d'hivern que va fer construir l'emperador Carlemany a Aquisgrà a la fi del segle viii. La capella Palatina adquiriria una aurèola mítica en la seva època a causa de la seva espectacularitat, que no tenia comparació al nord dels Alps (va ser durant 200 anys l'edifici més alt d'aquesta part d'Europa), i al prestigi del seu promotor, Carlemany, que a la seva mort l'any 814 seria enterrat en aquesta capella. Amb el pas dels anys i després de ser abandonada Aquisgrà com a residència dels emperadors francs, la capella seria l'únic edifici del conjunt palatí que sobrevisqué.
Successives ampliacions, al llarg dels segles, a l'entorn de la capella originària configurarien l'actual catedral d'Aquisgrà. Fins al segle xvi la capella seria utilitzada com el lloc tradicional de coronació dels emperadors del Sacre Imperi Romanogermànic, que es consideraven successors de Carlemany. Per això, la catedral d'Aquisgrà rep també el nom de Kaiserdom ('catedral Imperial'). La capella, nucli originari de la catedral, es considera actualment una construcció relativament modesta, en comparació amb la resta del conjunt catedralici. Malgrat això, n'és l'element més valorat.

### Origen i construcció
L'elecció d'Aquisgrà com a seu de la principal residència imperial carolíngia es va deure a diversos factors: Aquisgrà ocupava una zona central en l'Imperi carolingi, es trobava a prop de les terres patrimonials de la família carolíngia i, a més, tenia aigües termals que eren conegudes des de l'època romana.
Carlemany va fer construir un gran complex palatí i dintre va edificar una església de planta octogonal per al seu ús privat. En aquesta església es guardava com a relíquia un tros de la capa de sant Martí. L'església construïda per albergar aquesta relíquia adoptaria el nom de la capella i pel prestigi que va adquirir la capella Palatina de Carlemany, aquesta paraula es convertiria en sinònim dels oratoris privats de prínceps i nobles. Posteriorment, la paraula capella aniria adoptant un significat més ampli. El nom en francès de la ciutat d'Aquisgrà, Aix-la-Chapelle, deriva també del de la capella Palatina.
La construcció de la capella palatina va començar cap a l'any 790 i va ser finalitzada en l'any 805, quan l'església va ser consagrada pel papa Lleó III.

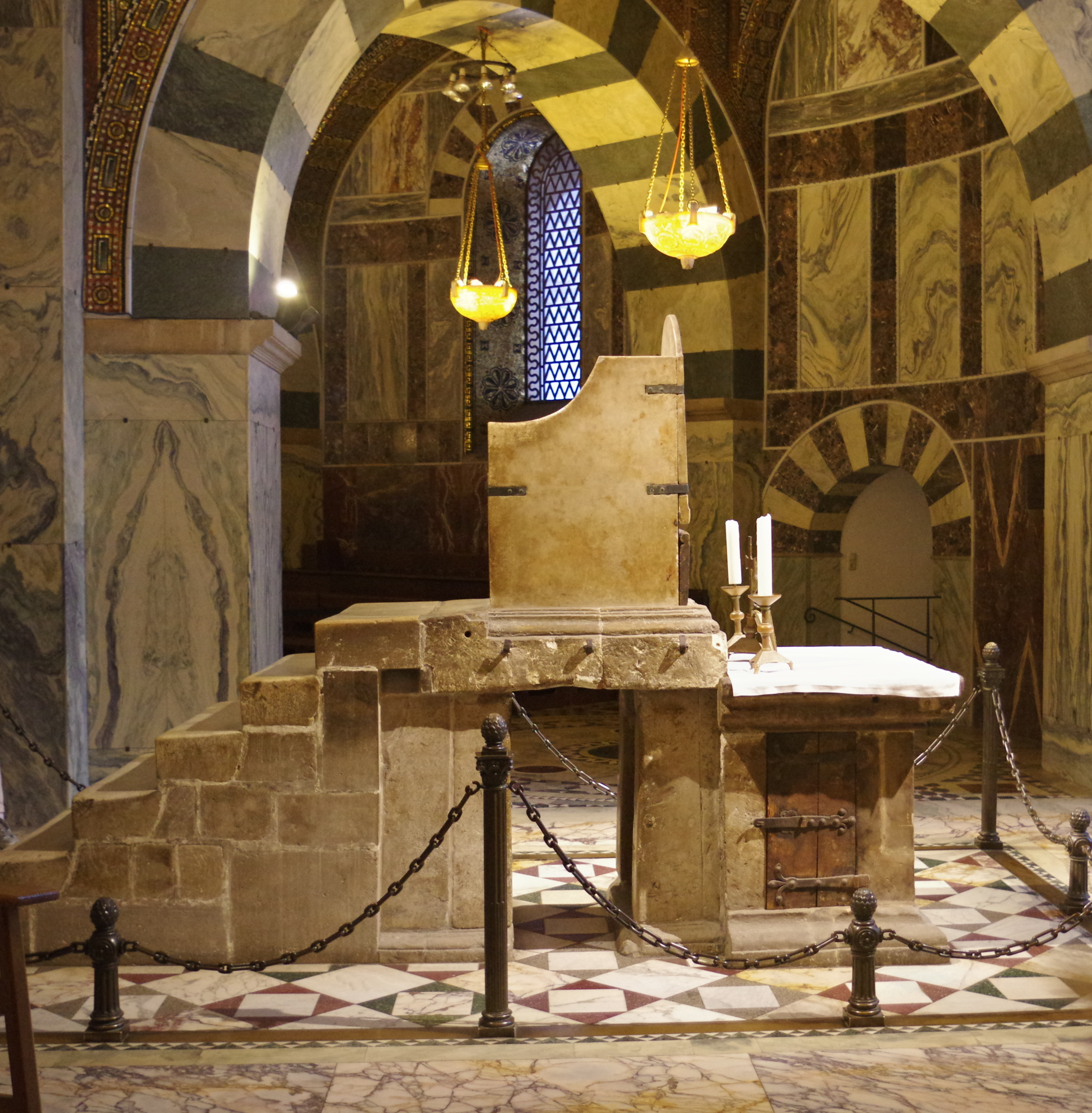
Tron de Carlemany

### Arquitectura
La capella palatina és un edifici de dues plantes coronat per una cúpula. La seva planta, com correspon a un edifici destinat a albergar una important relíquia religiosa en el seu interior, és una planta centralitzada, formada per un octàgon circumdat per un hexadecàgon. Entre ambdós polígons es forma un deambulatori, delimitat per columnes. L'edifici està inspirat en l'església romana d'Orient de Sant Vidal de Ravenna, feta construir per l'emperador Justinià I al segle vi i que Carlemany havia conegut i admirat.
L'arquitecte de la capella va ser el franc Eudes de Metz, encara que va comptar amb nombrosos artesans procedents d'Itàlia i de l'Imperi Romà d'Orient per a la realització de l'obra.
La capella palatina d'Aquisgrà va ser el més clar exponent artístic del poder polític aconseguit per Carlemany, al capdavant de l'Imperi franc a principis del segle ix. Com una expressió de l'ideal imperial de Carlemany, la capella va ser decorada amb sumptuosos mosaics, marbres i bronzes, i fins i tot columnes, que van ser espoliats d'edificis de les velles capitals imperials, les ciutats de Ravenna i Roma. Aquesta reutilització d'elements artístics pot entendre's com un intent d'entroncar-se amb la tradició imperial romana, tradició que Carlemany pretenia recuperar i, fins i tot, renovar. El resultat artístic és una barreja d'estils clàssic, romà d'Orient i francogermànic.
Les columnes originals van ser espoliades durant l'ocupació francesa en les guerres napoleòniques i portades a París. Algunes van ser-ne recuperades, però moltes van haver de ser reconstruïdes totalment a partir de 1840, utilitzant-se per a això granit d'Assuan.

## Galeria

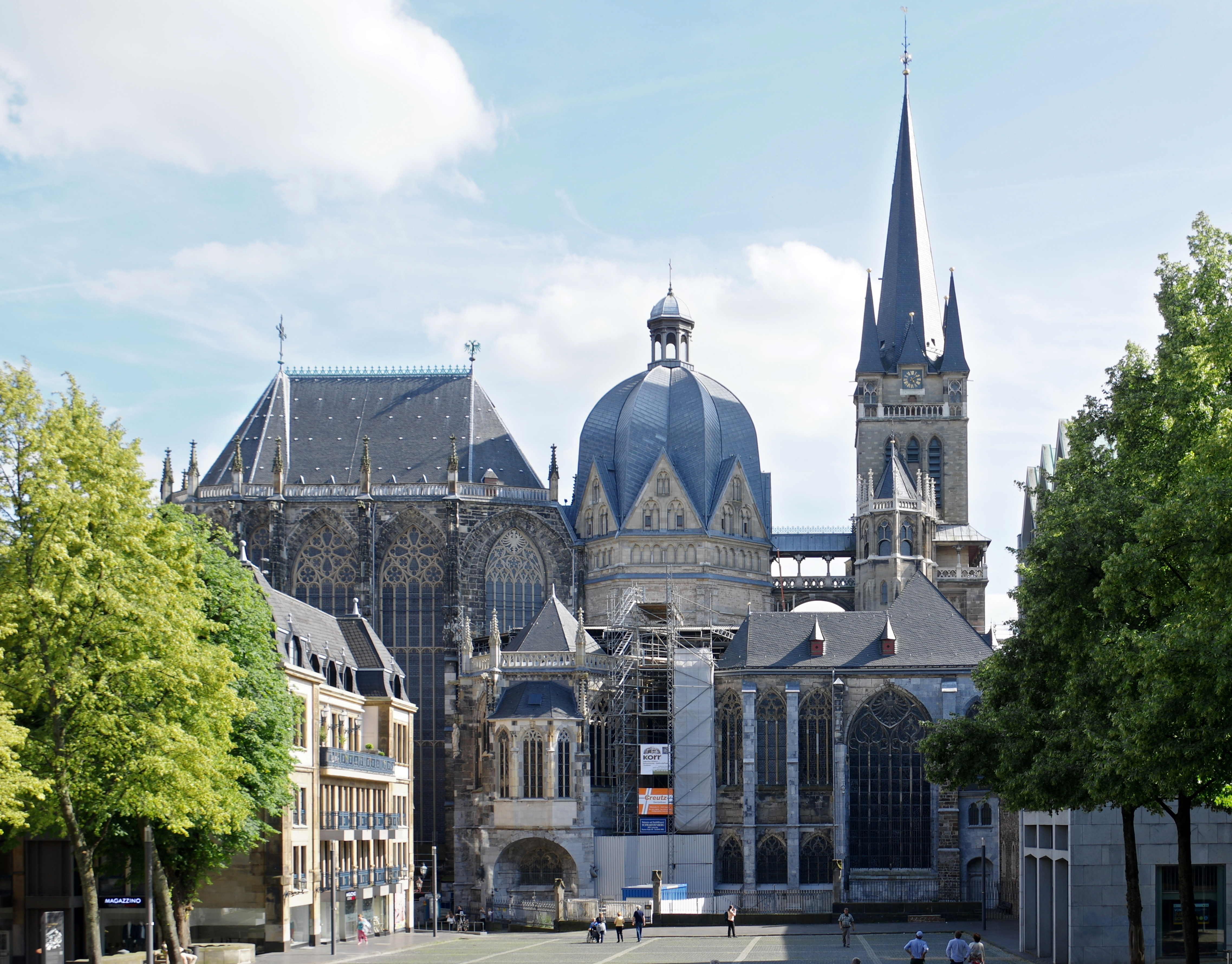
Exterior
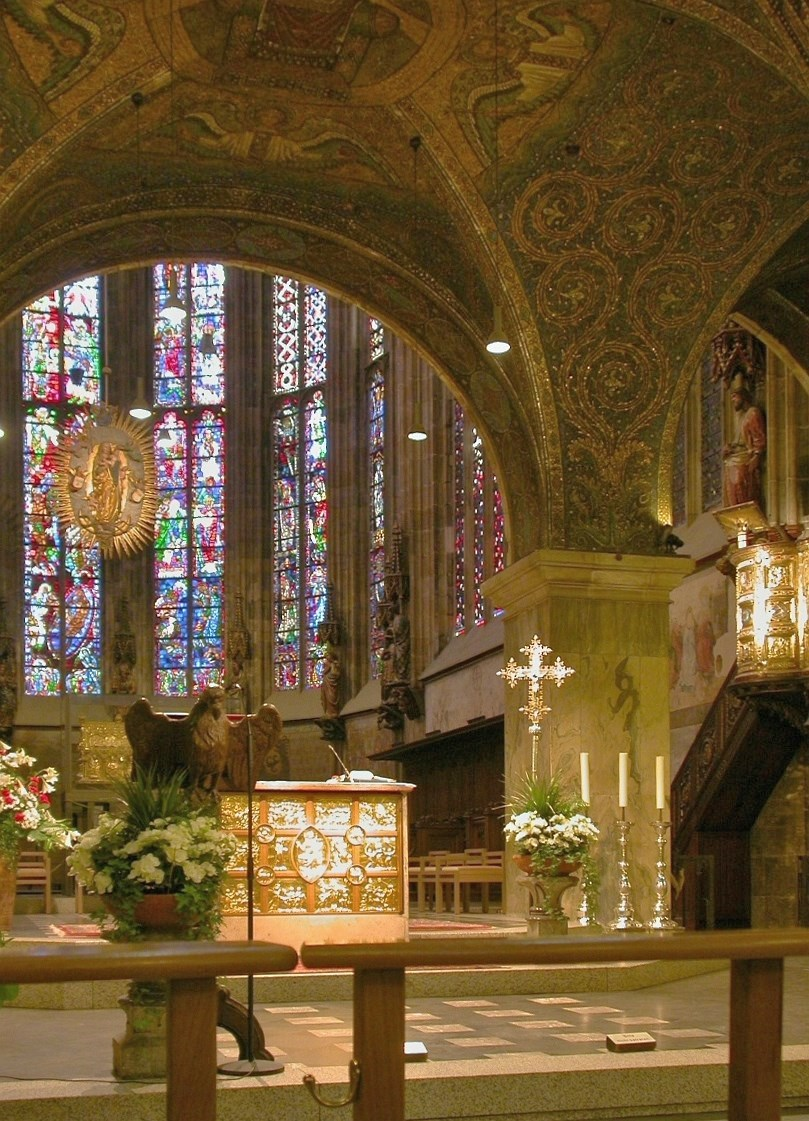
Cor
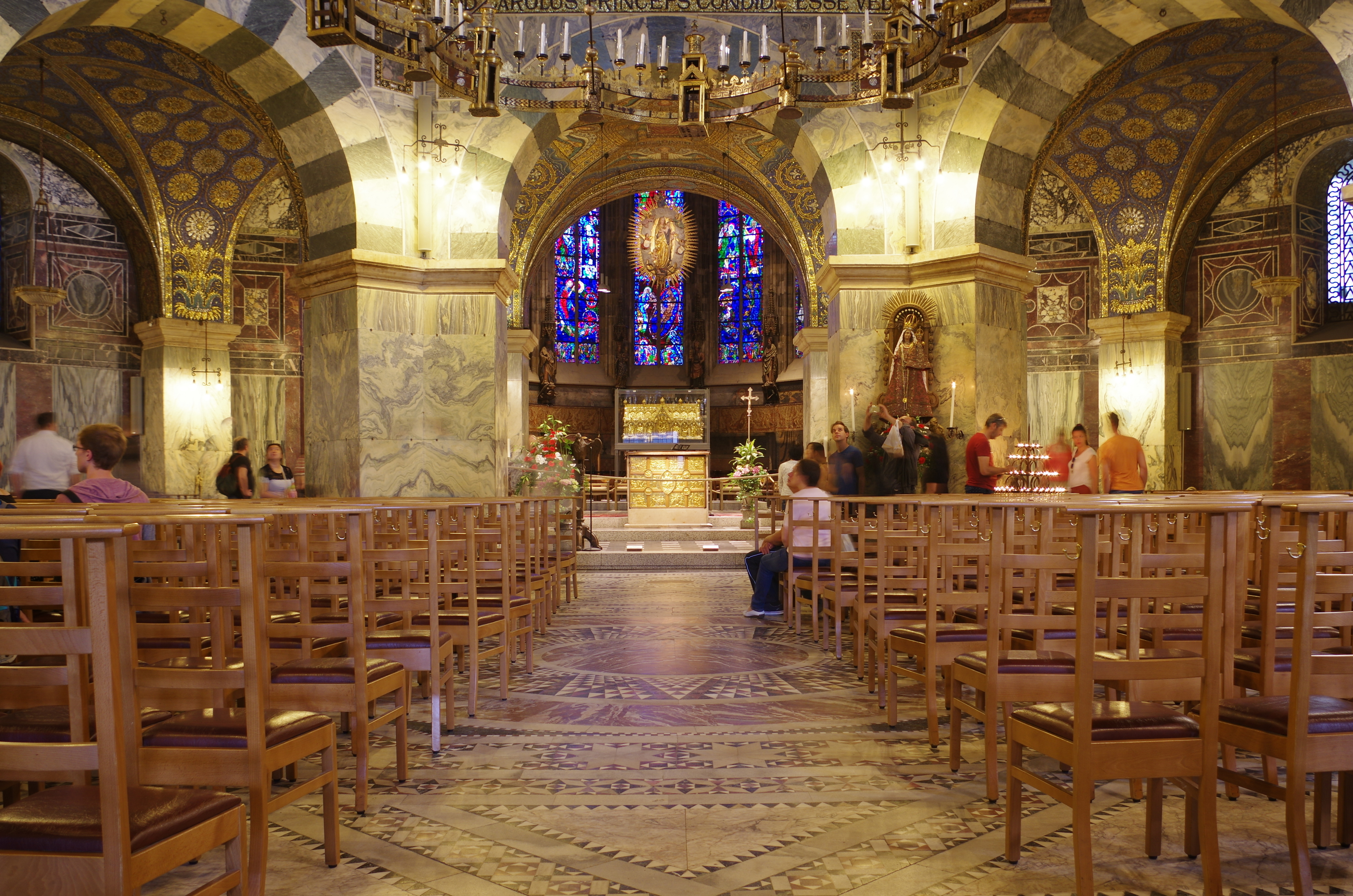
Cos central vuitavat
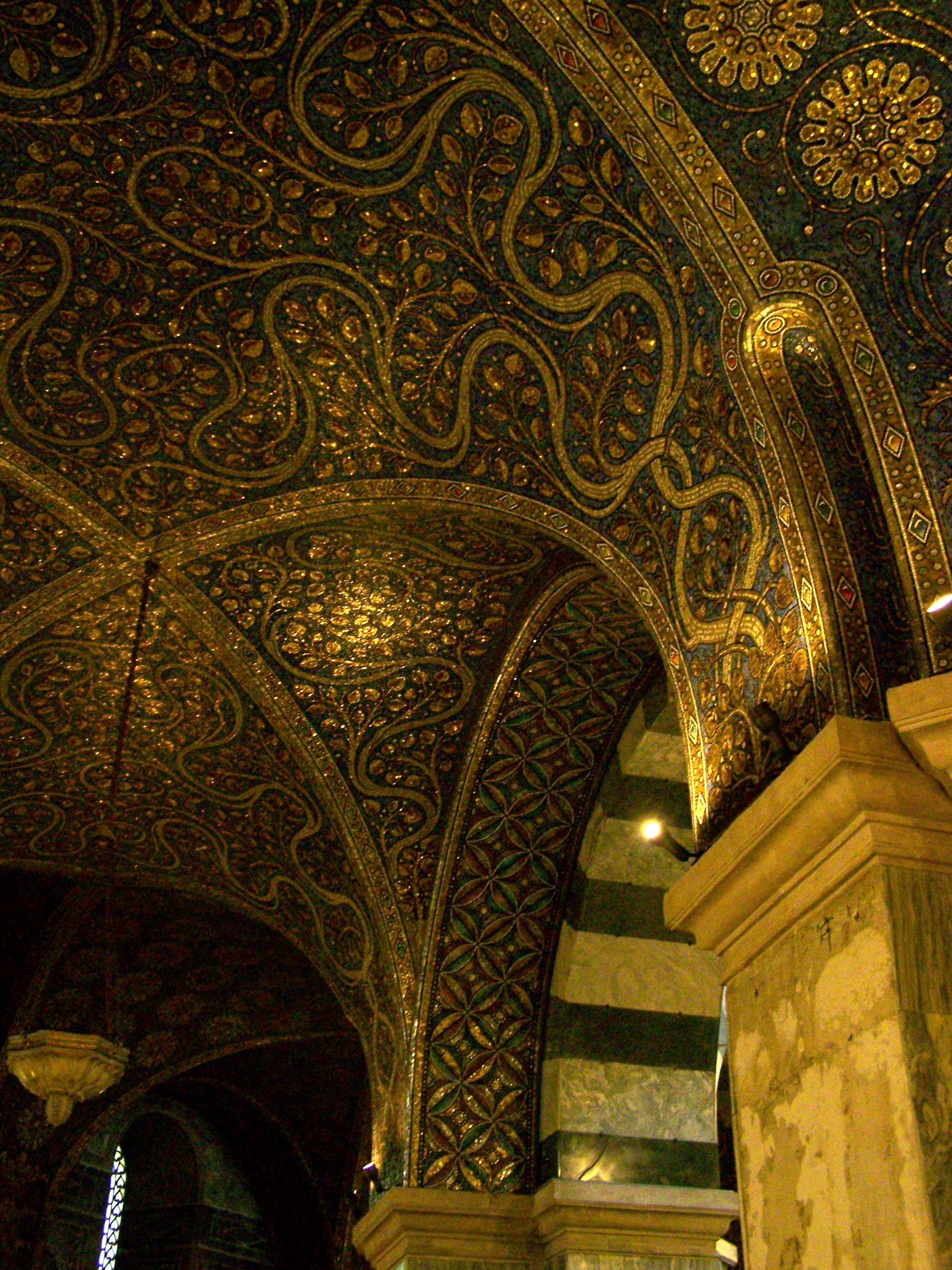
Voltes
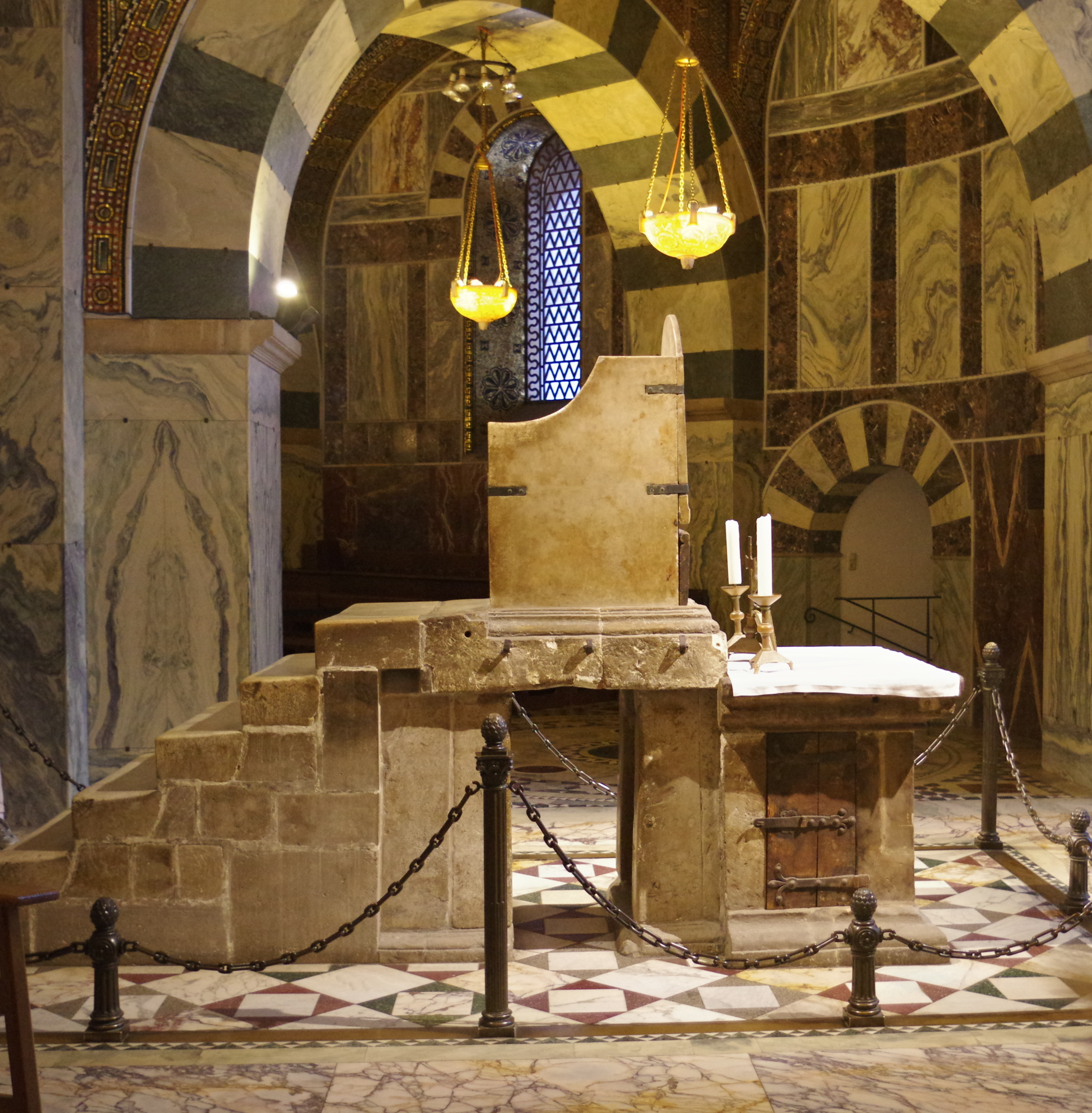
Tron de Carlemany
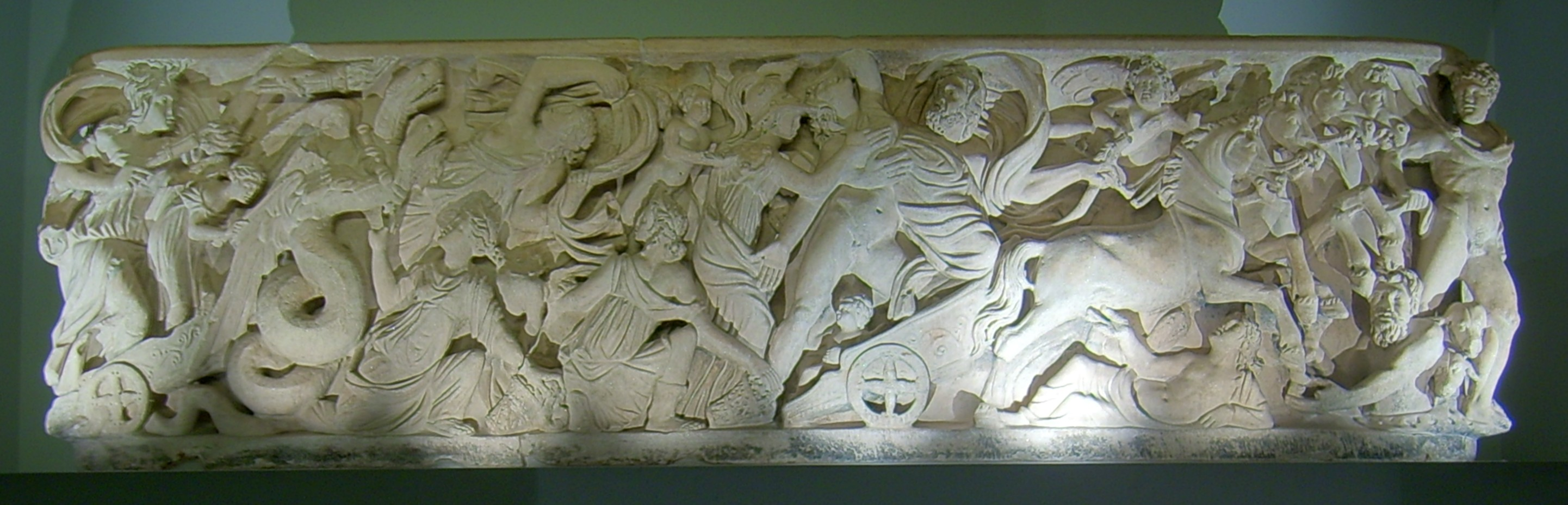
Sarcòfag de Carlemany
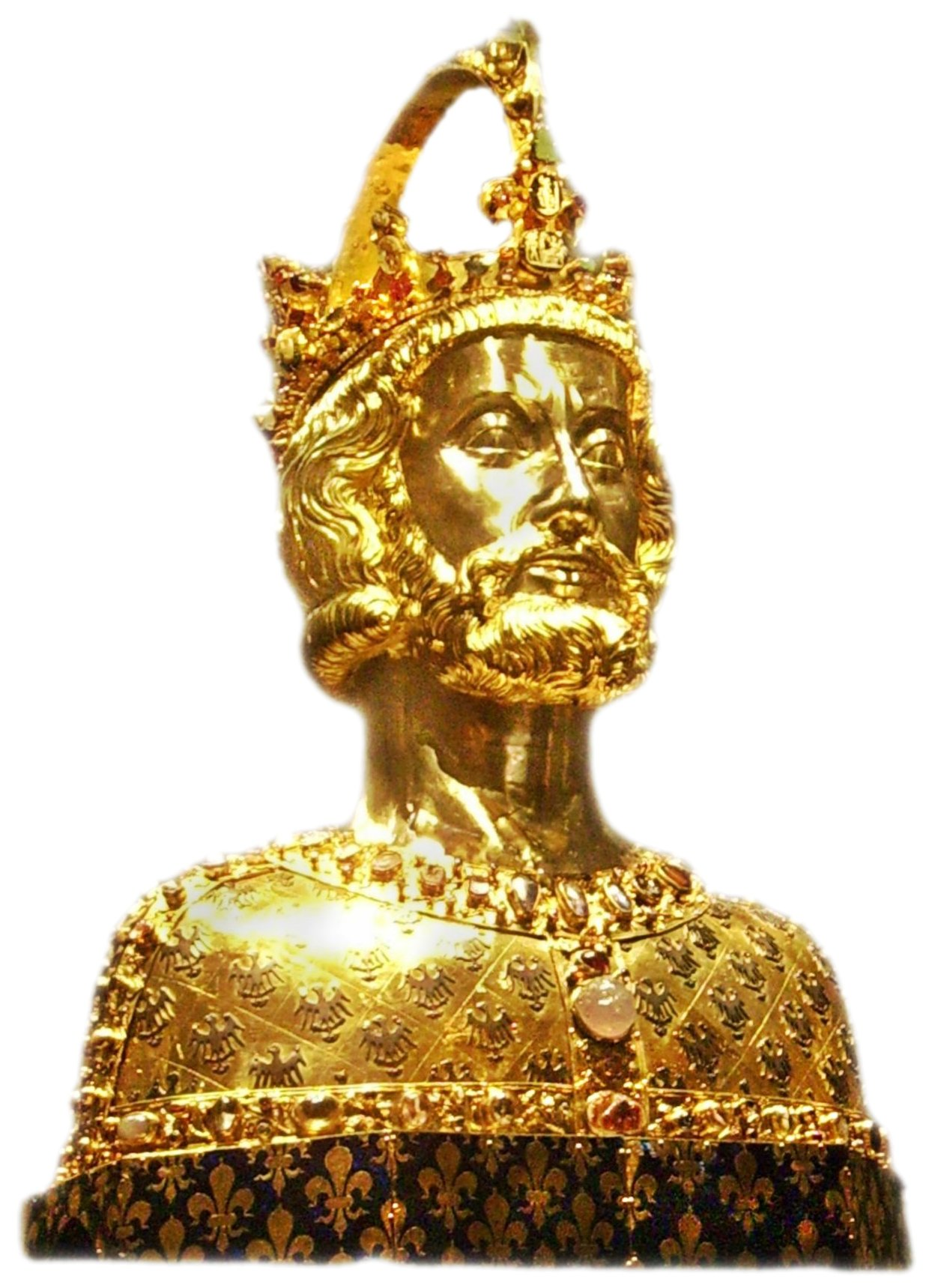
Bust reliquiari de Carlemany
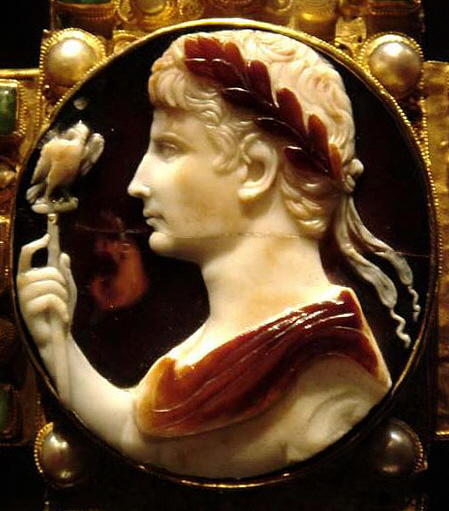
Camafeu romà d'August a la creu de Lotari
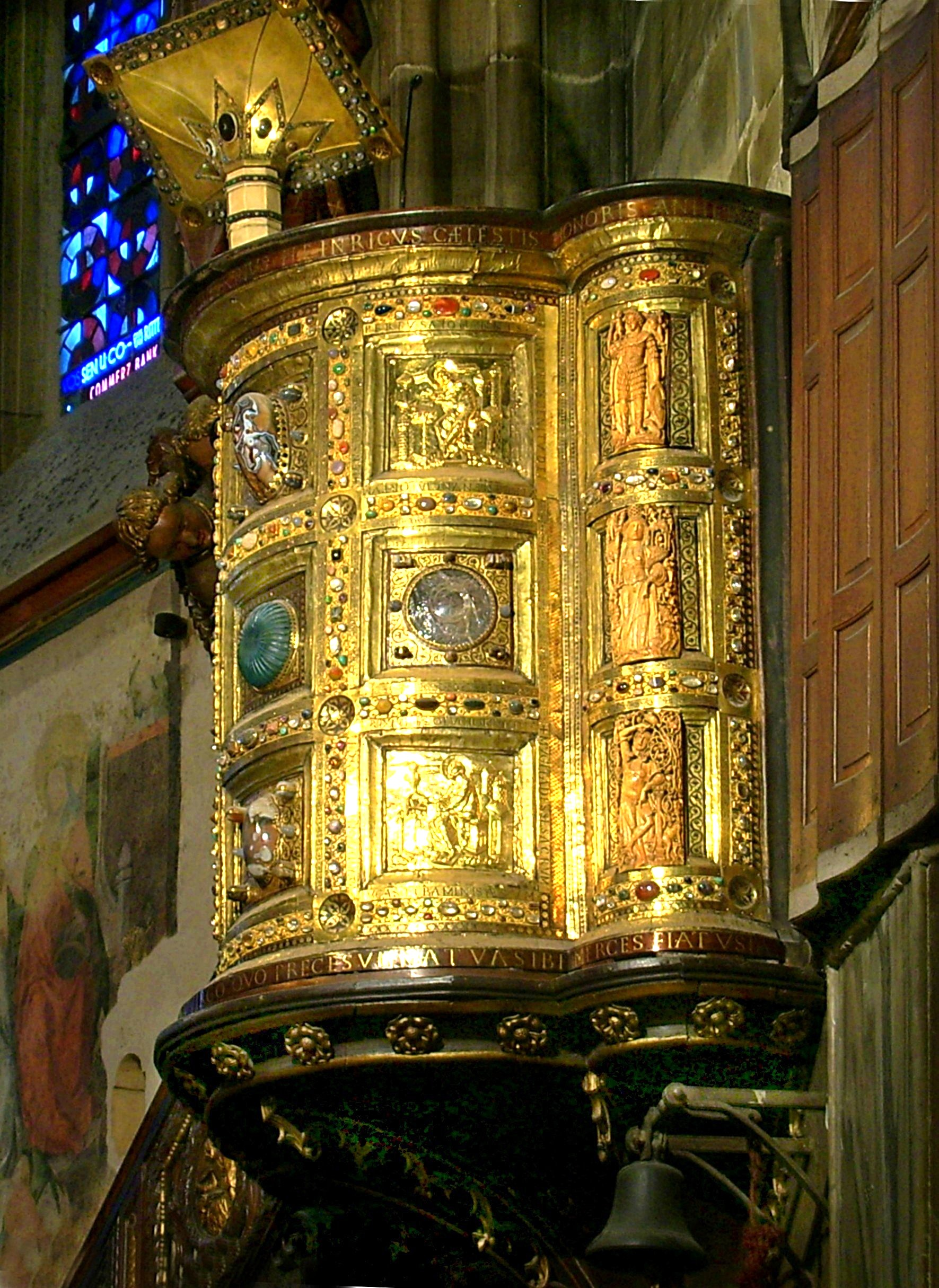
Púlpit d'Enric II del Sacre Imperi romanogermànic (1014)
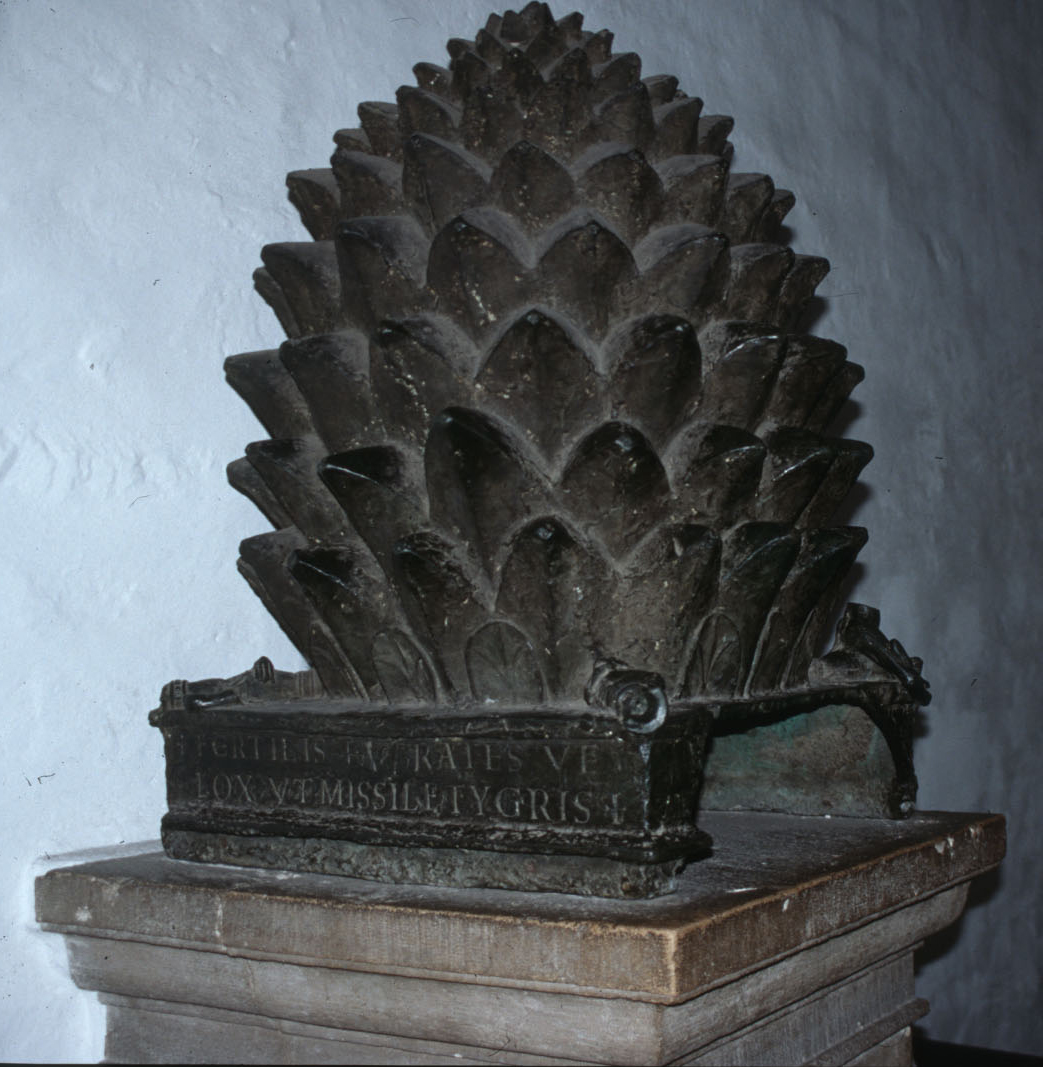
Pinacle de bronze del nàrtex
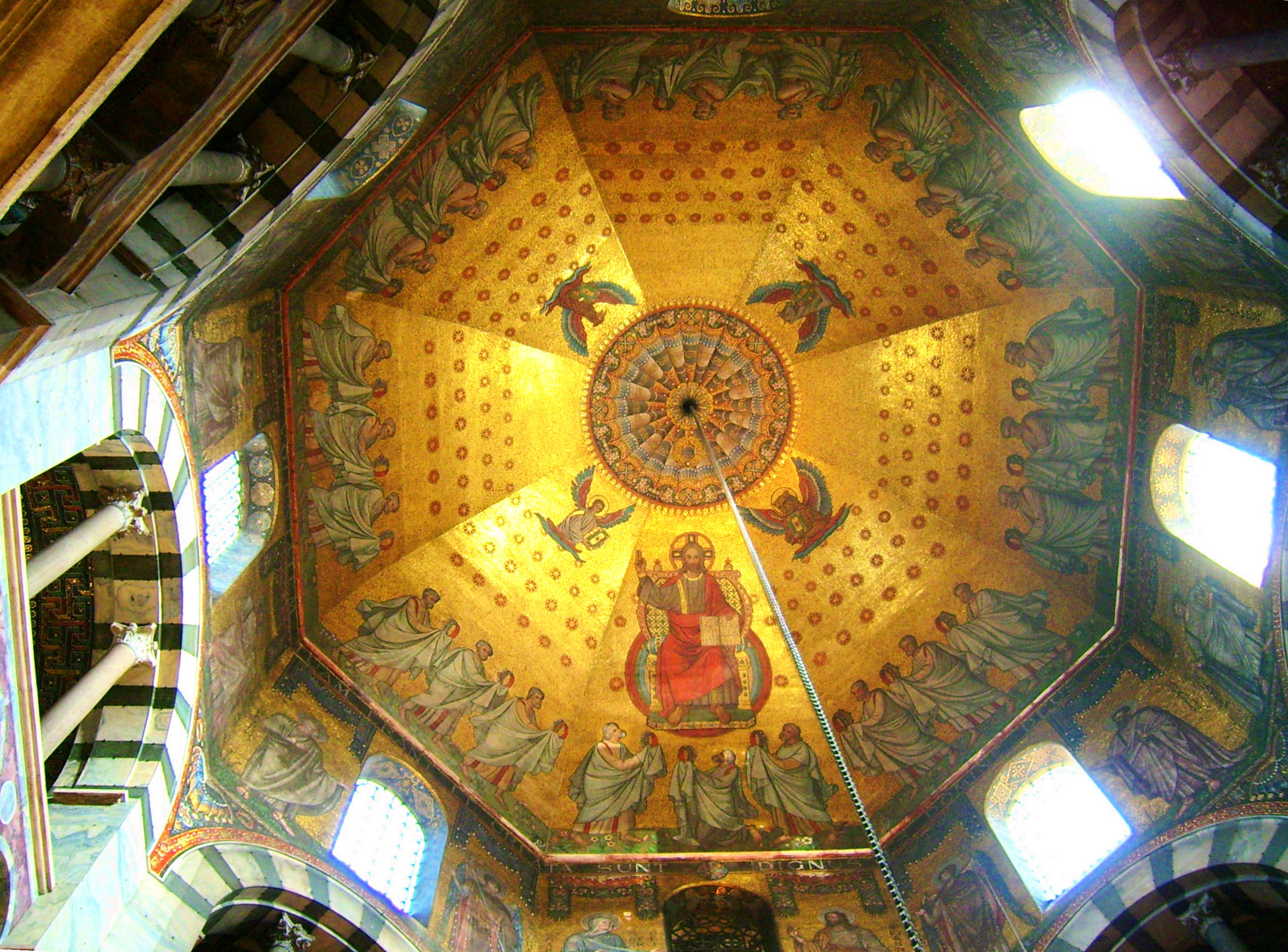
Sostre de la capella Palatina
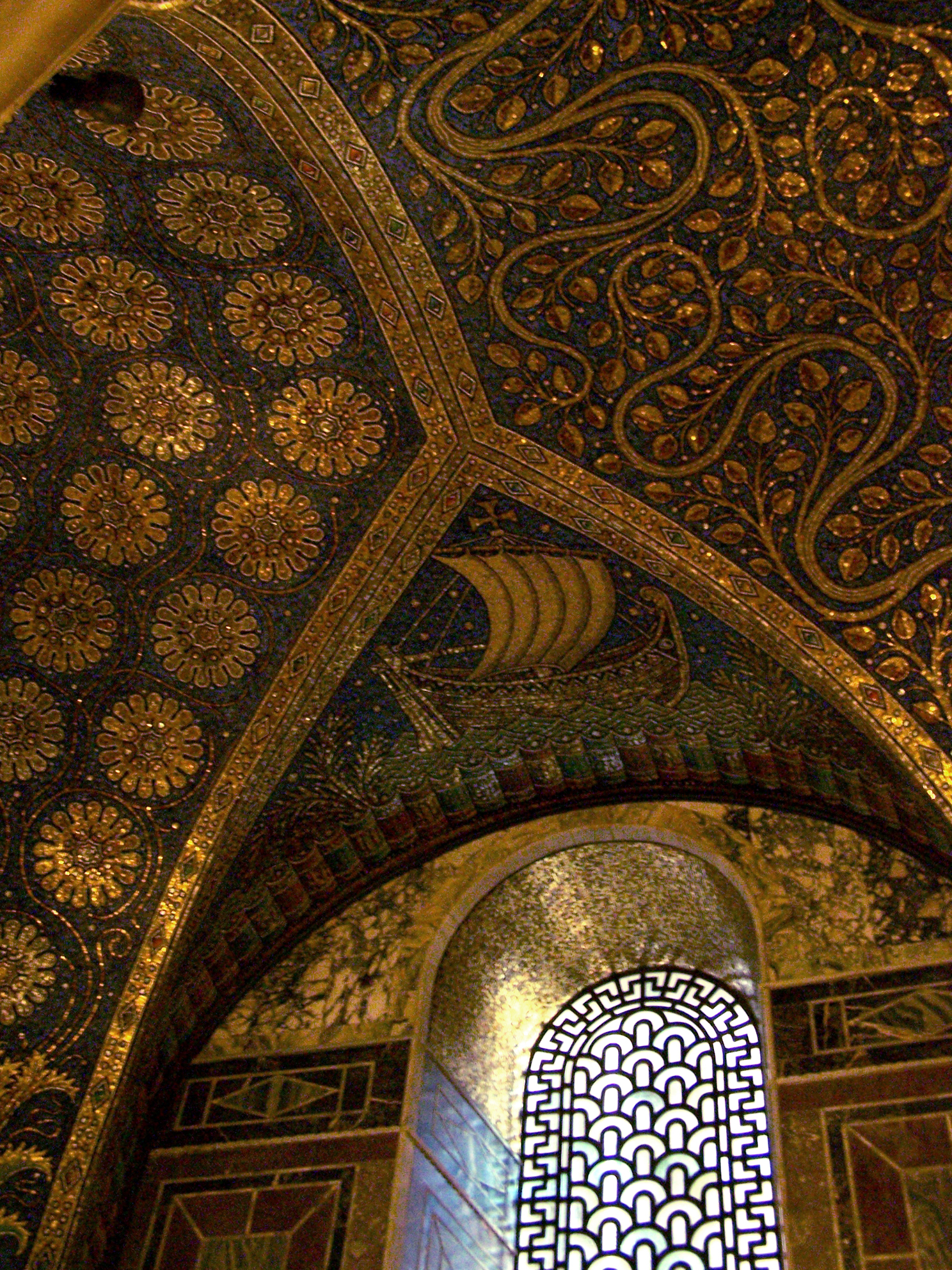
Mosaics
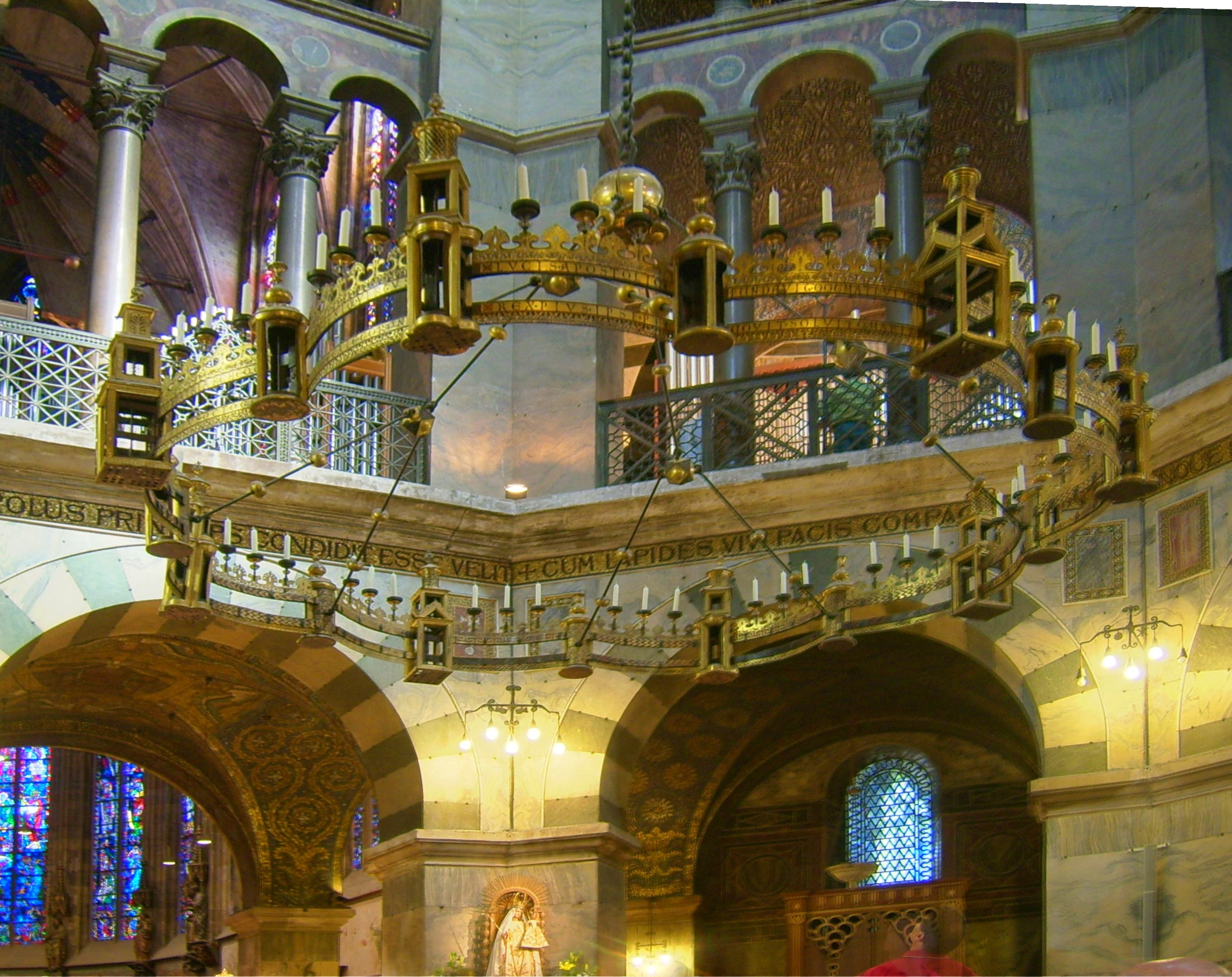
Làmpada de candeles de Frederic I Barba-roja (1170)
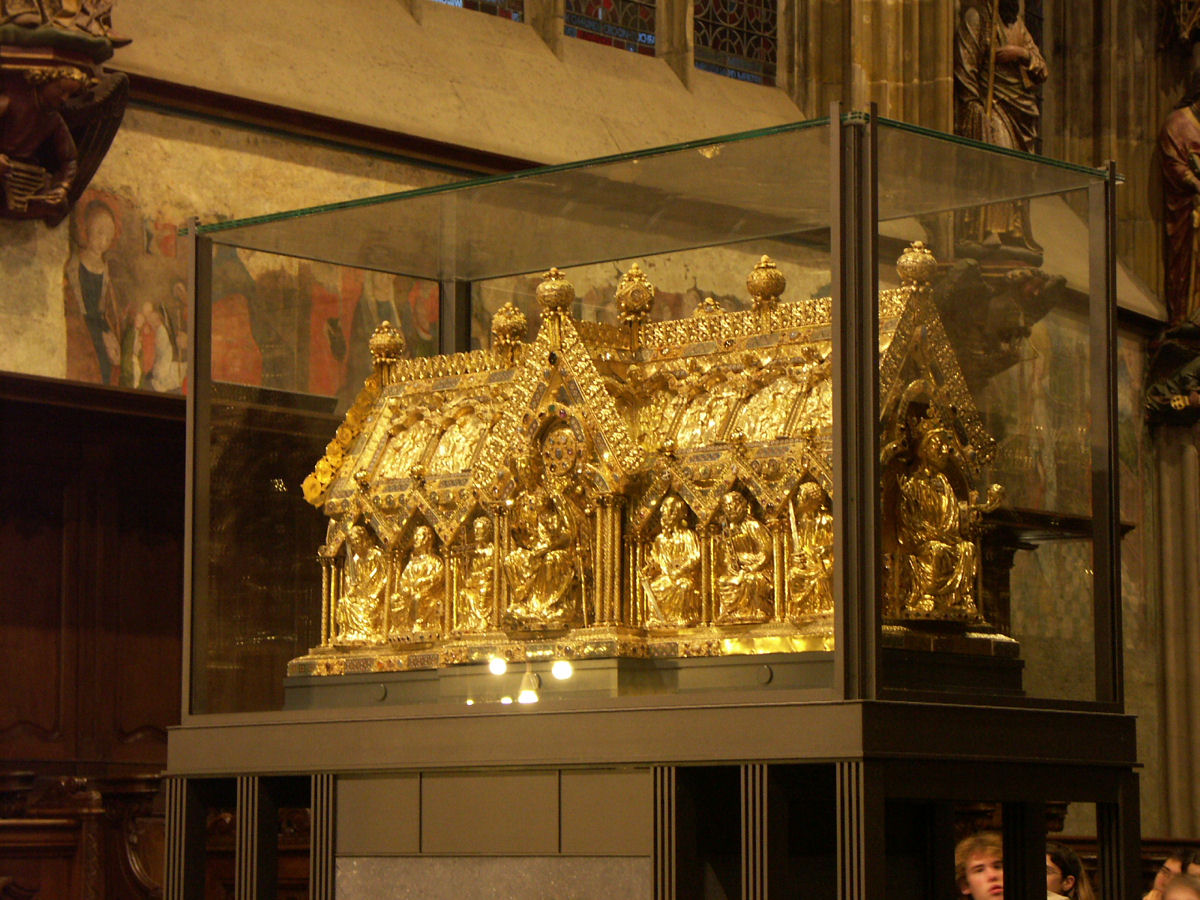
Santuari de la Mare de Déu (1238)'